# River Raid
River Raid é um jogo de Video game para o console Atari 2600, criado por Carol Shaw, da empresa Activision, em 1982. É considerado um clássico e um dos jogos mais populares de seu tempo. A versão do jogo para Atari 2600 vendeu um milhão de cópias, sem contar cópias não autorizadas e cartuchos com vários jogos. Assim, ele é um dos 13 jogos que fazem parte do seleto grupo que vendeu ao menos 1 milhão de cópias no Atari 2600. 

## O Jogo
O jogador (ou até 2 jogadores, em turnos alternados) controla um avião que sobrevoa um rio. Ao contrário dos jogos de tiro até então, onde todo o jogo se passava em uma tela fixa, em River Raid a aeronave move-se verticalmente ao longo do rio, repleto de navios, helicópteros e aviões inimigos, com nível de dificuldade progressivo. A velocidade do avião é regulada pelo jogador. Outra inovação foi a introdução de um tanque de combustível limitado, que obriga o jogador a reabastecer o avião nos postos espalhados pelo rio.

## Inovações
Além de ser considerado o pai do Checkpoint, River Raid foi um marco de inovação para a época. O jogo tem diferentes velocidades para controle do avião, e é possível diminuir e acelerar a velocidade, colidir com vários objetos diferentes e abastecer. Parece rudimentar hoje em dia, mas eram muitos elementos e recursos se comparados aos outros jogos da época, em que o jogador era apenas um pontinho na tela. Além do avião amarelo, havia barcos parados, alguns que se movimentavam aleatoriamente, helicópteros e o avião kamikaze, que cruzava a tela rapidamente. 
Ainda é desconhecido alguém que tenha chegado ao final do jogo. Apesar do final de River Raid ser considerado mito pelos jogadores, ele existe. Ao alcançar a pontuação de 999.999, o fim é apresentado: O avião literalmente explode sozinho.

## Sequências e remakes
River Raid foi portado para todos os sistemas presentes na década de 80, como Atari 2600, Windows e MSX. Também foram lançadas versões diferentes para Colecovision, Atari 5200, Commodore 64 e Intellivision. Atualmente há inúmeros remakes e versões não autorizadas presentes nas lojas de aplicativos para Android e iOS.
Em 1988, a Activision lançou River Raid II, sequência programa por David Lubar. Com jogabilidade similar, o novo River Raid tinha gráficos melhores, cenários diferentes e dificuldade ainda maior.

## Receptividade e Prêmios
River Raid foi eleito o melhor jogo do ano por diversas revistas. Em 1983 pela InfoWorld, foi chamado de o “videojogo” mais desafiador. Em 1984, a revista The Desert News pontuou: “O mais jogável e divertido game de guerra”. Neste mesmo ano, o jogo recebeu o prêmio de "melhor game de ação do ano"1984":42 e um certificado de mérito na categoria "1984 Best Computer Action Game" no 5o Arkie Awards

## Controvérsias
- Por conta da representação do cenário de guerra, que também foi demonstrado na capa do game, e por se basear em conflitos reais como a Segunda Guerra Mundial, River Raid foi o primeiro jogo a ser banido na Alemanha. O órgão federal de censura do país o classificou como um jogo que “conduz [as crianças] à raiva, a agressividade e ao pensamento errático”. Ele só viria a ser liberado no ano de 2002.[6]